# Пољопривреда Уганде
Повољан састав земљишта и клима у Уганди доприносе  пољопривреди земље. Већина подручја Уганде обично има обиље кише. У неким годинама, мале области југоистока и југозапада су у просеку имале више од 150 милиметара падавина месечно. На северу је често кратка сушна сезона у децембру и јануару. Температуре варирају само неколико степени изнад или испод 20 °C.
Ови услови су омогућили континуирану култивацију на југу, али само годишње усеве на северу, а најсувљи североисточни угао земље подржава само сточарство. Иако је раст становништва изазвао притисак за обрадиво земљиште у неколико области, недостатак земљишта је био реткост, и само око једне трећине процењене површине обрадивог земљишта је обрађивано до 1989.

## Задруге
Током 1950-их до независности 1962. године, политика Британске колонијалне канцеларије подстицала је развој задруга за самосталне пољопривреднике, да делимично пређу на продају својих усева: углавном кафе, памука, дувана и кукуруза. Дејвид Гордон Хајнс (1915–2000) (као комесар задруга од 1959. до независности 1962. и затим као државни службеник до 1965.) развио је ову политику тако што је охрабрио око 500.000 фармера да се придруже задругама.
Он, као рачуновођа, са тимом од 20 (британских) окружних задругара и око 400 Уганђана успоставили су статут и рачуноводствене процедуре сваке задруге. Водили су курсеве на задружном колеџу у Кампали; решавали спорове; основали задружну банку; и развили маркетинг у популацији која углавном није имала искуства са рачунима и маркетингом. Свака задруга је имала 100 до 150 пољопривредника који су бирали своје одборе.
У сваком политичком округу постојао је задружни „савез“ који је градио продавнице и, на крају, државним новцем, фабрике за прераду: машине за чишћење памука, сушаре за дуван и млинове за кукуруз. Број укључених фармера експоненцијално је порастао како су задруге остваривале профит који су раније остваривали азијски трговци. Путеви, друга инфраструктура и безбедност били су бољи у овом колонијалном периоду него у касним 1900-им, што је омогућавало релативно ефикасан транспорт и маркетинг пољопривредних производа.
После Иди Аминове  - 1971-1978 - ере масакра и мучења, Дејвид Хајнс се 1982. вратио у Уганду у делегацији Светске банке да пронађе оронуле фабрике које су и даље функционисале.
Недавно је Иницијатива за развој наде под вођством Агнес Атим Апеа поново успоставила задруге за жене фармере у неколико области Уганде.

## 1970-1980
Током 1970-их, политичка несигурност, лоше управљање и недостатак адекватних ресурса озбиљно су умањили приходе од комерцијалне пољопривреде. Нивои производње генерално су били нижи током 1980-их него у 1960-им. Технолошка побољшања била су одложена економском стагнацијом, а пољопривредна производња је и даље користила првенствено несавремене методе производње на малим, широко раштрканим фармама. Други проблеми са којима се се сусретали  пољопривредници укључивали су лоше путеве у земљи, скоро уништен маркетиншки систем, растућу инфлацију и ниске произвођачке цене. Ови фактори су допринели ниском обиму извозне робне производње и паду производње и потрошње хране по глави становника касних 1980-их.
Упркос овим озбиљним проблемима, пољопривреда је наставила да доминира економијом. Крајем 1980-их, пољопривреда (у монетарној и немонетарној економији) је допринела око две трећине БДП-а, 95% прихода од извоза и 40% државних прихода.
Отприлике 20% редовних радника радило је у комерцијалним пољопривредним предузећима, а  60% су имали неки приход од пољопривреде. Пољопривредне производе производило је око 2,2 милиона малих произвођача на фармама са просечно 2,5 хектара земље. 1987. су учињени покушаји да се повећа производња традиционалних усева, укључујући кафу, памук, чај и дуван, као и да се промовише производња нетрадиционалних пољопривредних извозних производа, као што су кукуруз, пасуљ, кикирики, соја, семе сусама и разноврсно воће и воћни производи.

## Производња
Уганда је произвела 2018:
- 3,9 милиона тона шећерне трске
- 3,8 милиона тона банана за кување (4. највећи произвођач на свету, иза Конга, Гане и Камеруна)
- 2,9 милиона тона кукуруза
- 2,6 милиона тона маниоке;
- 1,5 милиона тона батата (7. највећи произвођач у свету)
- 1,0 милиона тона пасуља
- 1,0 милиона тона поврћа
- 532 хиљаде тона банана
- 360 хиљада тона црног лука
- 298 хиљада тона сирка
- 260 хиљада тона пиринча
- 245 хиљада тона семена сунцокрета
- 242 хиљаде тона кикирикија;
- 211 хиљада тона кафе (10. највећи произвођач на свету)
- 209 хиљада тона проса

уз мању производњу осталих пољопривредних производа, као што су памук (87 хиљада тона), чај (62 хиљаде тона), дуван (35 хиљада тона) и какао (27 хиљада тона).

## Усеви
Главне прехрамбене културе Уганде биле су банане за кување, маниока, слатки кромпир, просо, сирак, кукуруз, пасуљ и кикирики. Главни усеви који се продају били су кафа, памук, чај, какао, ванила и дуван, иако су 1980-их многи фармери продавали прехрамбене културе да би подмирили краткорочне трошкове. Производња памука, чаја и дувана практично је пропала током касних 1970-их и раних 1980-их. 
Крајем 1980-их, влада је покушала да подстакне диверзификацију у комерцијалној пољопривреди која би довела до разноврсног нетрадиционалног извоза. Развојна банка Уганде и неколико других институција давале су кредите локалним пољопривредницима, иако су мали фармери такође добијали кредите директно од владе преко пољопривредних задруга. За већину малих фармера, главни извор краткорочних кредита била је политика омогућавања пољопривредницима да одлажу плаћања за семе и друге пољопривредне потребе које обезбеђују задруге. 
Задруге су такође водиле већину маркетиншких активности, иако су маркетиншки одбори и приватне компаније понекад директно пословали са произвођачима. Задруге су биле веома успешне током британског колонијалног периода, али су се касније многи фармери жалили да задруге нису плаћале производе све док се не продају. Генерално ниске произвођачке цене које је поставила влада и проблем кашњења плаћања за производе подстакли су многе пољопривреднике да продају производе по вишим ценама на илегалним тржиштима у суседним земљама. Током већег дела 1980-их, влада је стално подизала произвођачке цене за извозне усеве како би одржала неки подстицај за пољопривреднике да раде са државним агентима за набавку, али ови подстицаји нису успели да спрече широко распрострањено кријумчарење. 

### Кафа
Кафа је у Уганди била најважнија култура за продају од 1980-их.  У 2013. извоз кафе износио је 425,4 милиона САД долара.  ‍:page 235

### Памук
Током 1950-их, памук је био друга најважнија традиционална култура у Уганди, доприносећи са 25 одсто укупног пољопривредног извоза. До касних 1970-их, ова цифра је пала на 3 процента, а владини званичници су били песимистични у погледу оживљавања ове индустрије у блиској будућности. Фармери су се окренули другим културама делом због радно-интензивне природе узгоја памука, неадекватних програма финансирања усева и генерално лошег система маркетинга. Индустрија је почела да се опоравља 1980-их. Влада је санирала машине за чишћење памука и повећала произвођачке цене. Године 1985. памуком је засађено 199.000 хектара, а производња је за пет година порасла са 4.000 тона на 16.300 тона.
Извоз памука је 2013. зарадио 31,7 милиона долара, у поређењу са 86,0 милиона долара у 2012.  ‍:page 235
Памук је обезбедио сировине за неколико локалних индустрија, као што су текстилне фабрике, фабрике памучног уља и сапуна и фабрике сточне хране. А у касним 1980-им, пружио је још једно средство за диверсификацију привреде. Влада је у складу с тим покренула хитан програм производње памука, који је обезбедио саветодавне услуге, тракторе и друге потребе за фармере памука. Истовремено, влада је подигла цене памука 1989. године. Међутим, изгледи за индустрију памука током 1990-их су и даље били неизвесни.
Угандска управа за развој памука основана је 1994. одлуком парламента; то је полуаутономно тело Министарства пољопривреде, сточарске индустрије и рибарства Уганде.

### Чај
Повољни климатски и земљишни услови омогућили су Уганди да развије неке од најквалитетнијих чајева на свету. Производња је скоро престала 1970-их, када је влада протерала многе власнике имања чаја, углавном Индијце. Многи произвођачи чаја су такође смањили производњу као резултат ратовања и економских преокрета. Узастопне владе након Иди Амина подстицале су власнике имања чаја да интензивирају култивацију. Мичел Котс (Британац) вратио се у Уганду почетком 1980-их и основао Toro and Mityana Tea Company (Tamteco) у заједничком подухвату са владом. Производња чаја се касније повећала са 1.700 тона произведеног чаја 1981. на 5.600 тона 1985. године. Међутим, ови приноси се нису приближили највишим нивоима од 22.000 тона произведених у врхунској 1974. години, а благо су опали након 1985.
Влада је 1988. године удвостручила произвођачке цене, да би проширила производњу чаја и смањила традиционалну зависност нације од извоза кафе, али производња чаја је остала знатно испод капацитета. Године 1989, само око једне десетине од 21.000 хектара под узгојем чаја било је потпуно продуктивно, производећи око 4.600 тона чаја. Уганда је извезла око 90 одсто чаја произведеног широм земље. Током 1988. и 1989. године, влада је користила нешто више од 10 процената укупног износа да испуни обавезе Уганде у размени са другим земљама. Године 1990. жетва чаја је порасла на 6.900 тона, од чега је 4.700 извезено уз зараду од 3,6 милиона долара. Влада се надала да ће 1991. произвести 10.000 тона како би задовољила растућу потражњу на тржишту.

### Дуван
Неколико година након независности, дуван је био један од највећих девизних прихода Уганде, заузимајући четврто место после кафе, памука и чаја. Као и све друге традиционалне културе за продају, производња дувана је такође патила од политичке несигурности и лошег економског управљања у Уганди. Највише дувана расло је у северозападном делу земље, где је насиље постало посебно озбиљно крајем 1970-их, а рехабилитација ове индустрије је била спора.
1981. године, на пример, фармери су произвели само 63 тоне дувана. Дошло је до одређеног повећања производње након 1981. године, углавном због напора компаније British American Tobacco, која је 1984. вратила своју бившу имовину. Иако је Национална дуванска корпорација 1986. прерадила и пласирала на тржиште само 900 тона дувана, производња се више него учетворостручила до 1989.

### Шећер
Некада значајна индустрија шећера у Уганди, која је 1968. произвела 152.000 тона, скоро је пропала до раних 1980-их. До 1989. Уганда је увозила велике количине шећера, упркос локалним индустријским капацитетима који су лако могли да задовоље домаћу потражњу. Шећер је далеко најпрофитабилнији усев Уганде. Постизање локалне самодовољности до 1995. године био је главни циљ владе у рехабилитацији ове индустрије.
Два највећа прерађивача шећера су Kakira Sugar Works и Sugar Corporation of Uganda Limited, који су до касних 1980-их били заједнички владини подухвати са породицама Мадхвани и Мехта. Влада је 1981. године наручила санацију ова два имања, али је грађански рат који се ширио одложио пројекте. До средине 1986. радови на два имања су настављени.
Влада је, заједно са спољним развојним партнерима, рехабилитовала Kinyara Sugar Works Limited, и фабрика је наставила производњу 1989. Рехабилитација имања Какира, одложена због власничких проблема, завршена је 1990, што је допринело капацитету прераде од најмање 140.000 тона годишње. Mayuge Sugar Industries Limited је започела производњу 2005. Очекује се да ће фабрика шећера Атиак почети производњу 2017. године, додајући још 66.000 метричких тона шећера у праху годишње.
Заједнички верификациони тим кенијских и угандских званичника утврдио је да је у две календарске године 2014. и 2015. укупна производња у просеку износила 398.408 метричких тона годишње. Годишња потрошња шећера је у просеку износила 336.111 метричких тона годишње, остављајући у просеку 62.297 метричких тона доступних за извоз.

## Сточарство
Природна средина ове земље пружала је добру испашу за говеда, овце и козе, при чему су аутохтоне расе доминирале у Уганди. Мали фармери поседовали су око 95 процената све стоке, иако је неколико стотина модерних комерцијалних ранчева основано током 1960-их и раних 1970-их у областима које су биле очишћене од најезде муве цеце. Ранчеви су били успешни касних 1960-их, али током преврата 1970-их многи ранчеви су опљачкани, а већина фармера је продала своје животиње по ниским ценама како би смањила своје губитке.
Током 1980-их, влада је пружила значајну помоћ пољопривредницима, а до 1983. осамдесет ранчева је поново попуњено стоком. Ипак, до касних 1980-их, сектор сточарства је наставио да трпи велике губитке животиња као резултат болести, посебно у северним и североисточним регионима. Грађански сукоби у тим областима такође су довели до потпуног слома контроле болести и ширења муве цеце.
Влада се надала да ће повећати популацију говеда на 10 милиона до 2000. године. Да би то урадила, уговорила је куповину стоке из Танзаније 1988. године и спровела пројекат од 10,5 милиона долара који је подржао Кувајт за рехабилитацију сточарске индустрије. Влада је такође одобрила програм вештачке оплодње који финансира ЕЕЦ, а Одељење за ветеринарске услуге и сточарство покушало је да спасе постојећи сточни фонд тако што је обуздавало болести. Јуна 2017. процењено је да Уганда има око 73 милиона грла говеда.
Произвођачи млека у Уганди су радили на постизању самодовољности у индустрији, али су их ометали бројни проблеми. Ниске произвођачке цене млека, високи трошкови лекова за животиње и проблеми са транспортом били су посебно озбиљне препреке развоју млекарства. Светски програм за храну предузео је напоре да рехабилитује млечну индустрију, а Дечји фонд Уједињених нација (УНИЦЕФ) и друге агенције УН такође су помогли у субвенционисању увоза млека у праху, већином из Сједињених Држава и Данске. Циљ  да се домаћа производња млека врати на ниво из 1972. од 400 милиона литара годишње критиковали су локални здравствени стручњаци, који су навели раст становништва нације од 1972. године и хитне здравствене потребе у многим ратом захваћеним подручјима.
Локални економисти су се жалили да млечна индустрија показује континуирану зависност Уганде од развијенијих економија. Неухрањеност због недостатка протеина није била елиминисана, а млеко је понекад било недоступно у подручјима која се не баве пољопривредом. Увезено млеко у праху и путер били су скупи и захтевали су транспорт и маркетинг, често у областима где је развој локалних млекара био могућ. Школске фарме, које су се некада сматрале потенцијално важним елементима образовања и услова за смештај, нису биле популарне ни међу ученицима ни међу наставницима, који су често сматрали пољопривредну обуку неприкладном за академске институције.
Узгој коза је такође допринео локалној потрошњи. До касних 1980-их, живинарска индустрија је брзо расла, ослањајући се делимично на увезене пилиће из Британије и Замбије. Неколико приватних компанија управљало је млиновима за сточну храну и инкубаторима. Главно ограничење за проширење производње живине био је недостатак квалитетне сточне хране.

## Пчеларство
Пчеларска индустрије Уганде такође је патила током година грађанских немира. Током 1980-их, пројекат развоја пчелињака је помогао у рехабилитацији индустрије, а до 1987. године више од педесет задруга и приватних предузећа постали су произвођачи пчелињачких производа. На терену је било више од 4.000 кошница. Процењује се да је 1987. године произведено 797 тона меда и 614 килограма пчелињег воска.